# Anna Bullard-Werner
Anna Linnae Bullard-Werner (* 26. Mai 1992) ist eine deutsche Schauspielerin. 

## Leben
Bullard-Werner stammt aus Esslingen am Neckar und ist durch ihre US-amerikanische Mutter zweisprachig aufgewachsen; ihre Eltern sind beide Pfarrer. Sie besuchte in Esslingen am Neckar das Georgii-Gymnasium.
Seit 8. Oktober 2005 war Anna Bullard-Werner in der Kinder- und Jugendfernsehserie Ein Fall für B.A.R.Z. in der Rolle Anja Westermann zu sehen. 2009 spielte sie die Rolle der Laura in der Tatort-Folge Das Mädchen Galina, 2011 die Rolle der intersexuellen Nadine Petri in der Tatort-Folge Zwischen den Ohren. Außerdem war sie in mehreren Folgen der Krimiserie SOKO Stuttgart als Cordula Seiffert, Tochter der Ersten Kriminalhauptkommissarin Martina Seiffert, zu sehen. In der 15. Folge der 15. Staffel 1988 spielte sie in Rückblenden die junge Kriminalhauptkommissarin Martina Seiffert, die damals noch Streifenpolizistin und Kommissarsanwärterin war und Martina Mehrle hieß.

## Filmografie
- 2005–2008: Ein Fall für B.A.R.Z. (Fernsehserie, 39 Folgen)
- 2009: Tatort – Das Mädchen Galina (Fernsehreihe)
- 2010–2024: SOKO Stuttgart (Fernsehserie, 29 Folgen)
- 2010: Bloch – Die Geisel (Fernsehreihe)
- 2011: Tatort – Zwischen den Ohren
- 2015: Freistatt
- 2016: Ein Sommer in Florida (Fernsehfilm)
- 2016: Volltreffer (Fernsehfilm)
- 2017: Das verschwiegene Buch
- 2017: Ransom (Fernsehserie, Folge  Kinderspiele)
- 2017: Fremde Tochter
- 2017: Tod im Internat (Fernsehfilm)
- 2018: In aller Freundschaft – Die jungen Ärzte (Fernsehserie, Folge Stunde Null)
- 2018: Polizeiruf 110: Der Fall Sikorska
- 2019: Deine Farbe
- 2020: Spides (Fernsehserie, 8 Episoden)
- 2023: Marinette
- 2023: Dark Windows